# Vydrník
Vydrník (allemand : Eimerau) est un village de Slovaquie situé dans la région de Prešov.

## Histoire
Première mention écrite du village en 1294.

## Démographie

### Évolution de la population
| Année:               | 1994. | 2004.    | 2014.    | 2024.    |
| -------------------- | ----- | -------- | -------- | -------- |
| Nombre de personnes: | 846   | 974      | 1162     | 1343     |
| Différence:          |       | +15,13 % | +19,30 % | +15,57 % |

| Année:               | 2023. | 2024.   |
| -------------------- | ----- | ------- |
| Nombre de personnes: | 1320  | 1343    |
| Différence:          |       | +1,74 % |